# 国際センター駅 (宮城県)

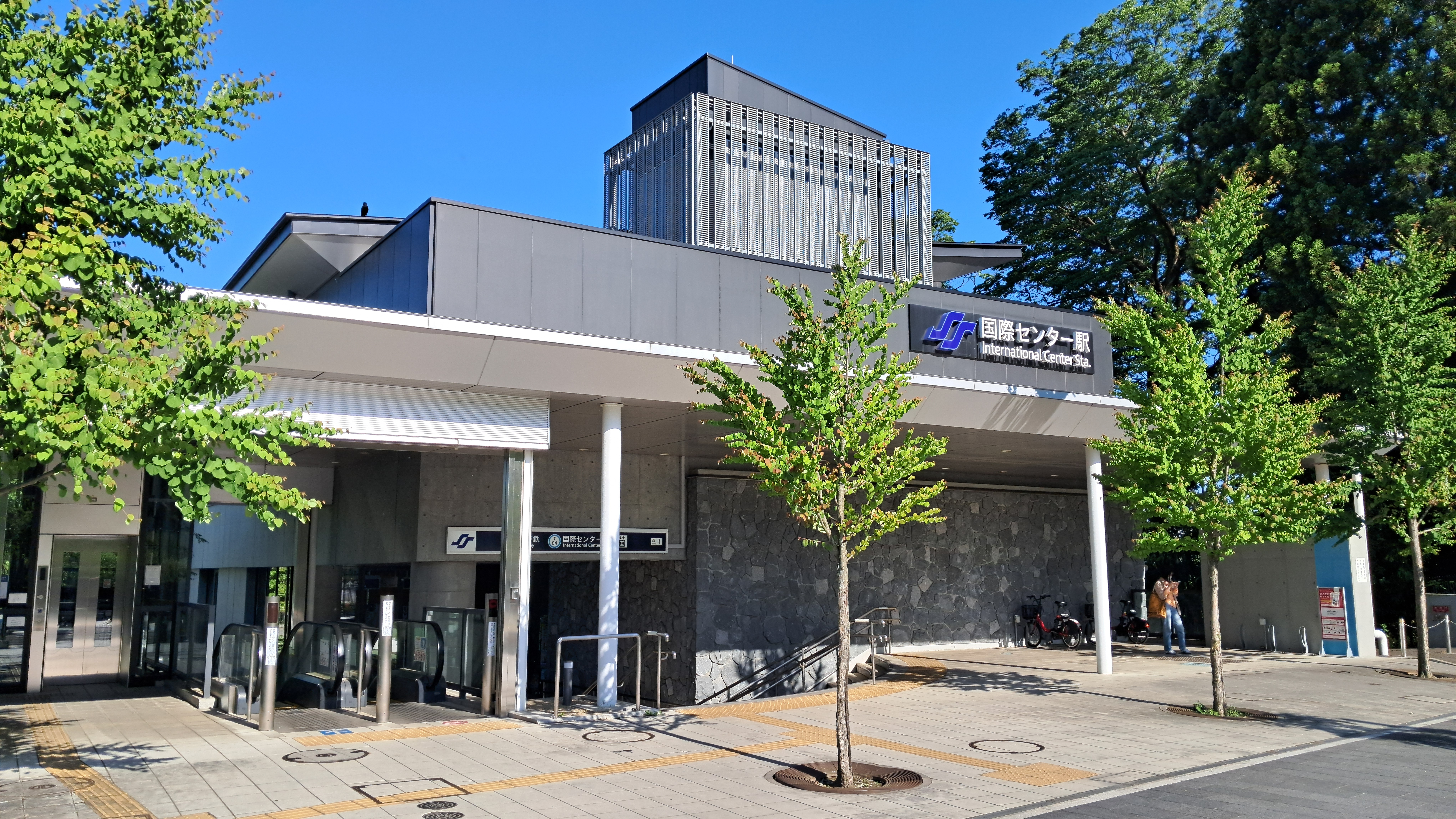
西1出入口（2024年5月）

国際センター駅（こくさいセンターえき）は、宮城県仙台市青葉区青葉山にある、仙台市地下鉄東西線の駅。駅番号はT04。副駅名は「仙台城跡入口」。

## 概要
広瀬川が形成した河岸段丘を利用した構造となっており、大町西公園駅から広瀬川を西公園高架橋および広瀬川橋梁で渡ると、段丘崖から地下に入って当駅に至る。駅構造物は仙台市立仙台商業高等学校跡地南辺から澱橋通の下をくぐって扇坂の道路下にまでのび、その先は東北大学川内北キャンパス内にある河岸段丘の段丘崖下に沿って線路が通る。また、当駅の南側に隣接して仙台城二の丸の北側を流れ下って広瀬川につながる千貫沢が通り、澱橋通と千貫沢が交差するところには筋違橋があるなど、河岸段丘、小地形、構造物が複雑に存在し、かつ、仙台藩時代からの歴史的遺構も諸所にみられる場所に設置される。このため扇坂トンネル工区では、東北大学川内北キャンパスの一部を削って扇坂を北側にずらし、澱橋通との接続部を付け替えて開削工法で工事が行われている。
当駅周辺は、「新たな魅力を創造・発信する、杜の都仙台のシンボルゾーン」と位置付けられており、コンベンション機能と仙台城の観光を強化するための計画がなされている。

## 歴史
- 2000年（平成12年）10月 - 駅名（仮称）を公表。
- 2009年（平成21年） - 着工。
- 2012年（平成24年）6月 - 駅舎デザインを公表。
- 2013年（平成25年）12月24日 - 駅名を正式発表。
- 2015年（平成27年）
  - 3月13日 - 第3回国連防災世界会議の開催に合わせ、七十七銀行が駅舎内に臨時の外貨両替窓口を設置（3月18日まで）[7]。翌3月14日から18日まで、開業前の駅舎内が会議本体の受付会場となった。
  - 12月6日 - 開業。
- 2016年（平成28年）6月 - 2階市民交流施設の愛称が市民公募にて「青葉の風テラス」に決定[8]。
- 2017年（平成29年）4月18日 - 日本のフィギュアスケート発祥の地である五色沼のPRと地元出身のフィギュアスケート冬季五輪金メダリスト荒川静香と羽生結弦の功績を讃える「フィギュアスケートモニュメント」を駅前に設置[9]。その後2019年4月には羽生の平昌五輪時のデザインを施したガラスパネルが追加された[10]。
- 2019年（平成31年）4月 - 2階青葉の風テラスおよび1階インフォメーションコーナーの運営について、 公募型プロポーザル方式で選定された民間事業体（代表法人は従来から2階でカフェを営業していた株式会社モーツァルト）が担う体制になった[11]。

## 駅構造
東西線の駅としては荒井駅とともに地上駅舎を有する。地上2階・地下1階建、延べ床面積4,310m2。1階コンコースにはインフォメーションコーナーが併設される。2階部分は多目的スペースとされイベント等に利用可能なほか、カフェが営業している。また東側部分には屋外テラスが設けられている。。この屋内多目的スペースと屋外テラスを合わせた市民交流施設の愛称は市民公募で「青葉の風テラス」と名付けられた。東1出口を出てすぐの場所に大町西公園駅方面を眺めることができる展望スペースが設けられる。
南1出入口には、仙台国際センターのエントランス広場がある。改札口が地上1階、ホームが地下1階。

### のりば
| 1 | ■ 東西線 |  | 仙台・荒井方面     |  |
| 2 | ■ 東西線 |  | 八木山動物公園方面 |  |

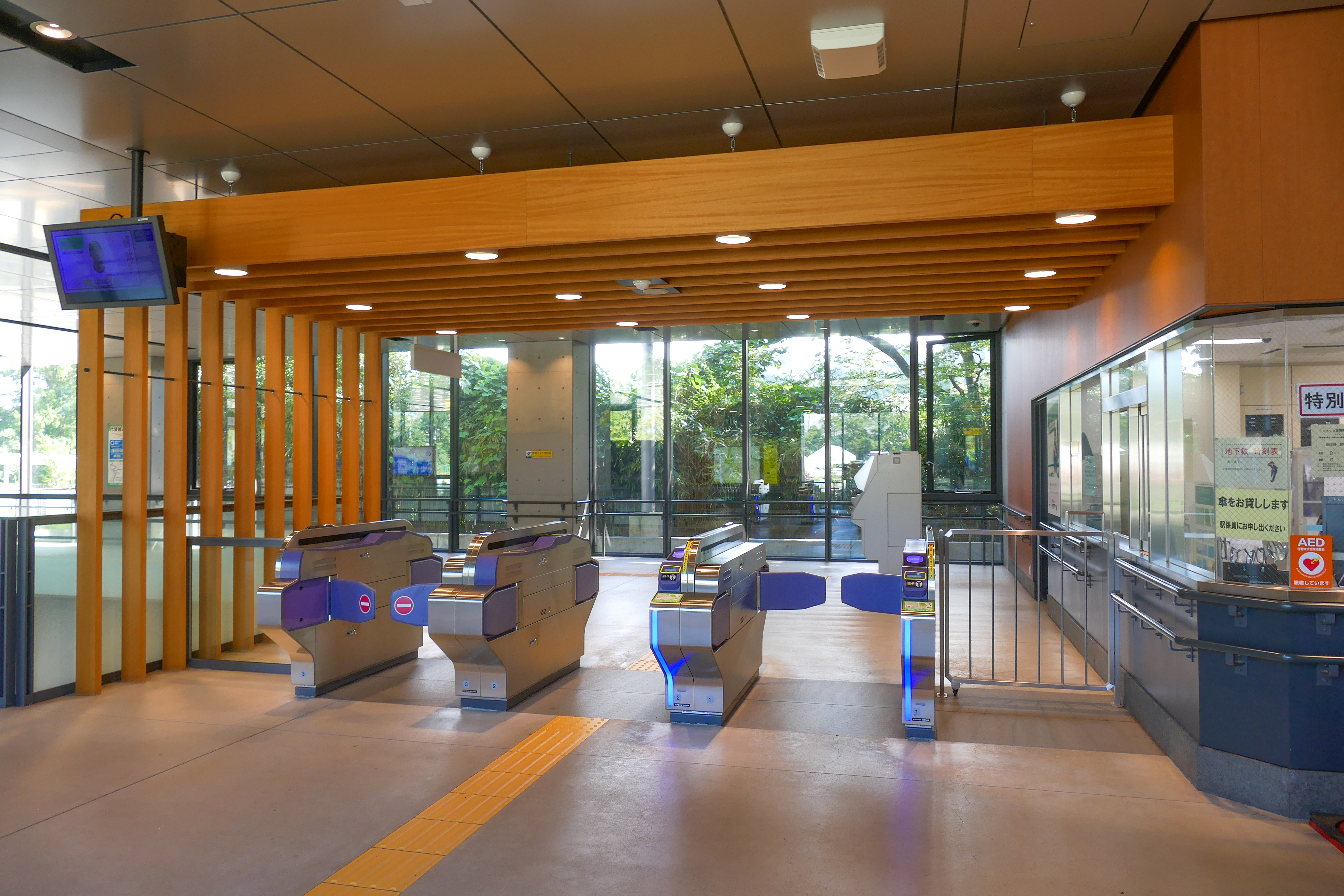
改札口（2021年9月）
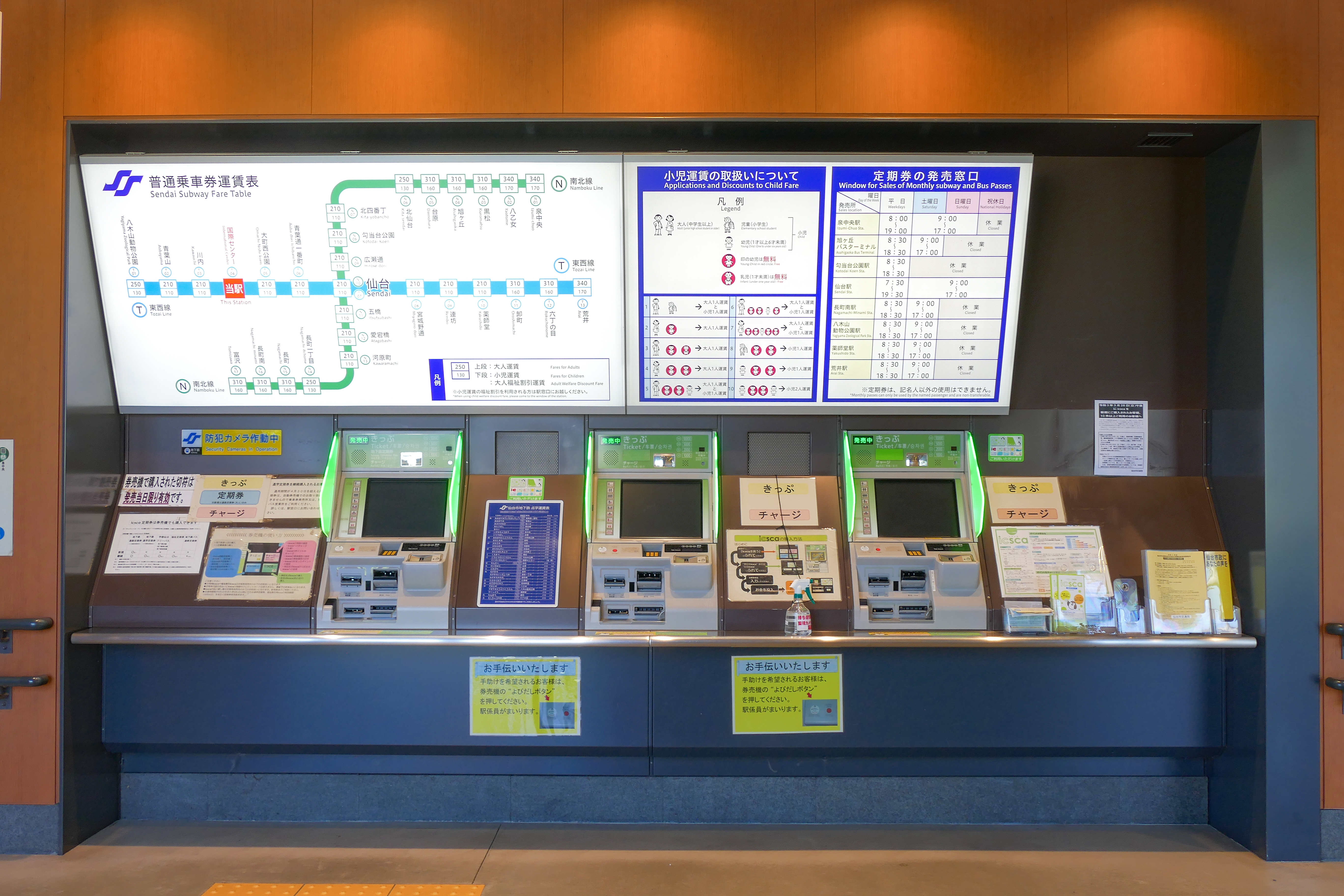
切符券売機（2021年9月）
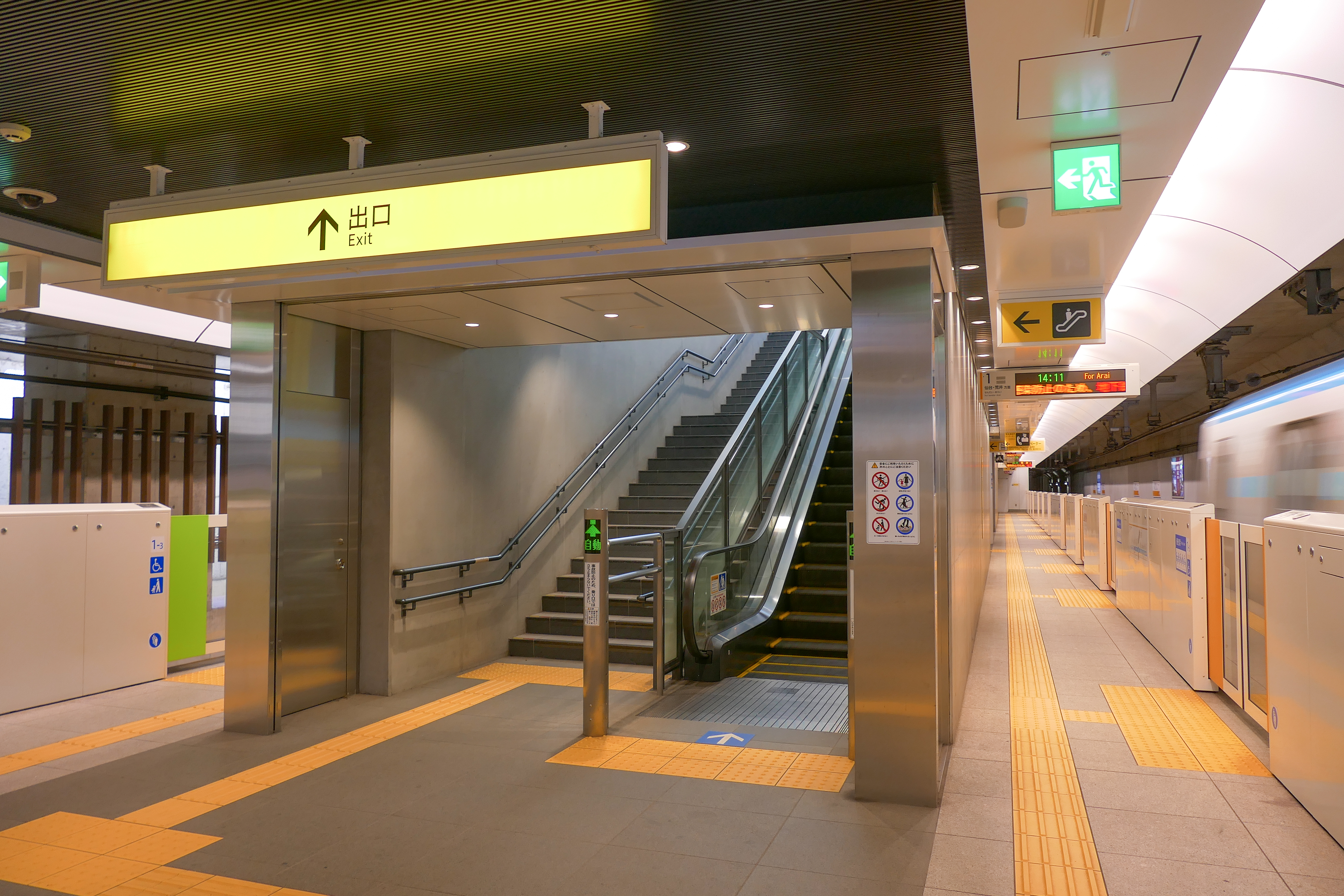
ホーム（2021年9月）
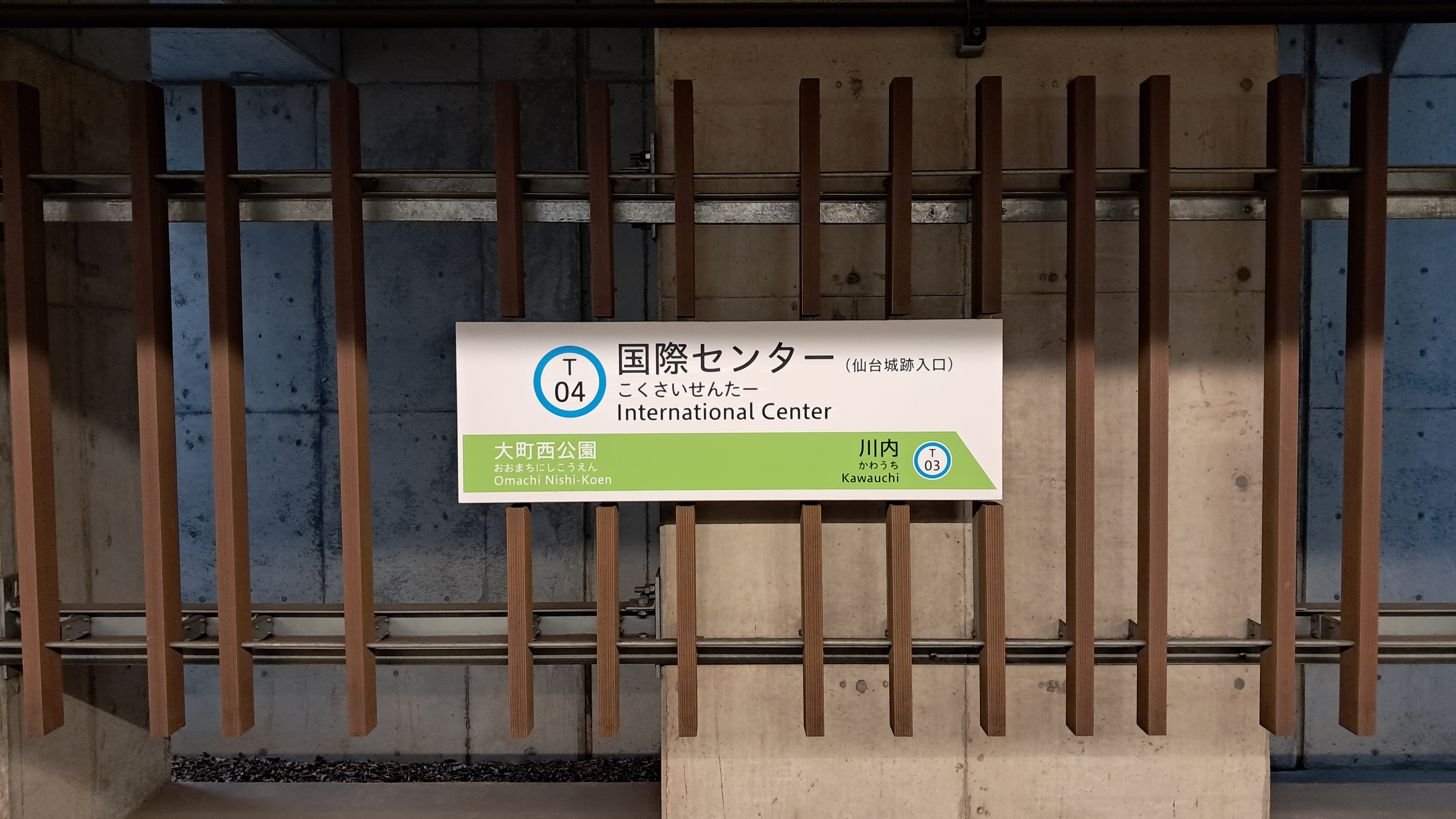
駅名標（2024年5月）
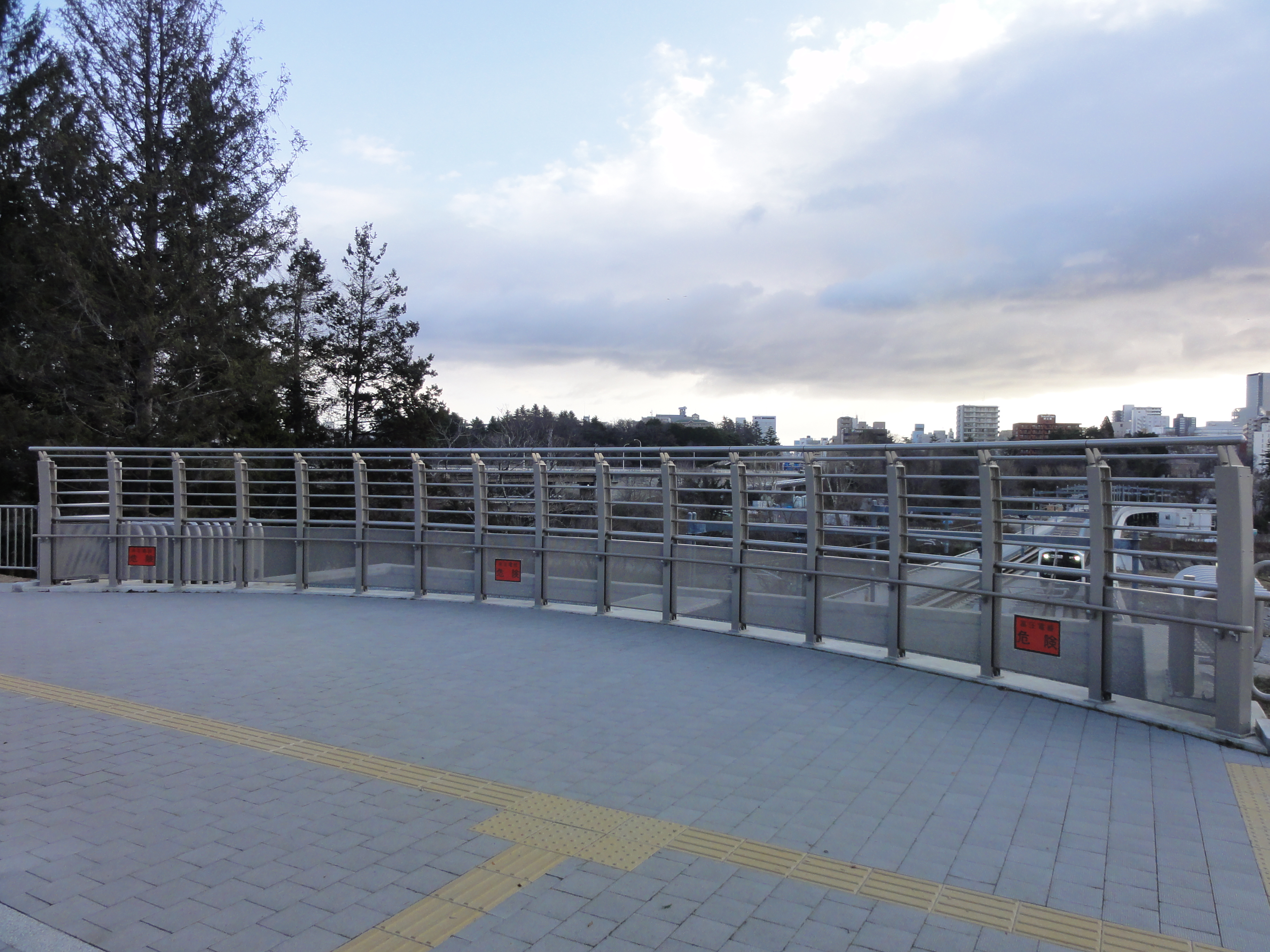
大町西公園駅方面を眺めることができる展望スペース（2016年1月）
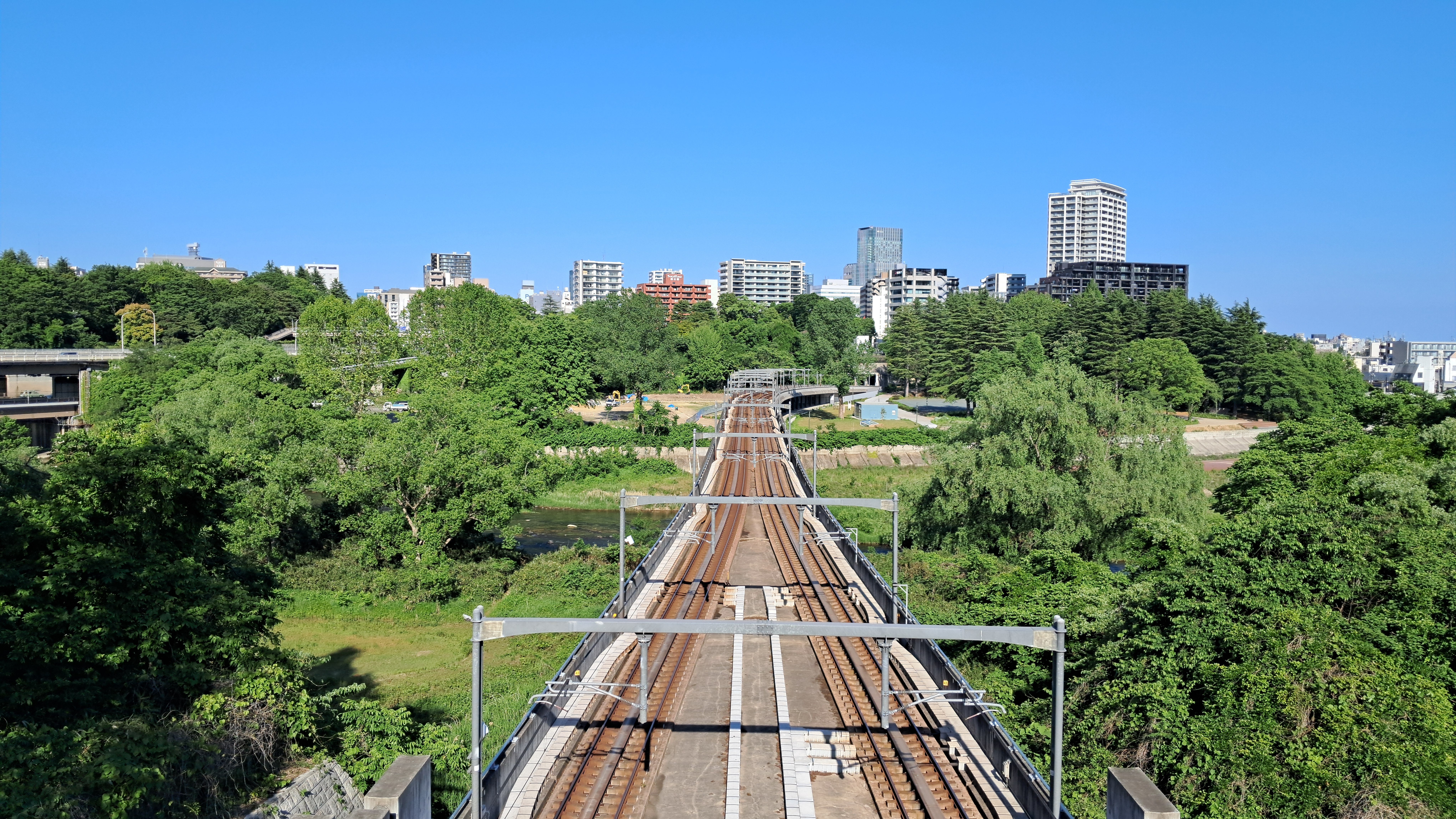
展望スペースから見た広瀬川橋りょう（2024年5月）

## 出口案内

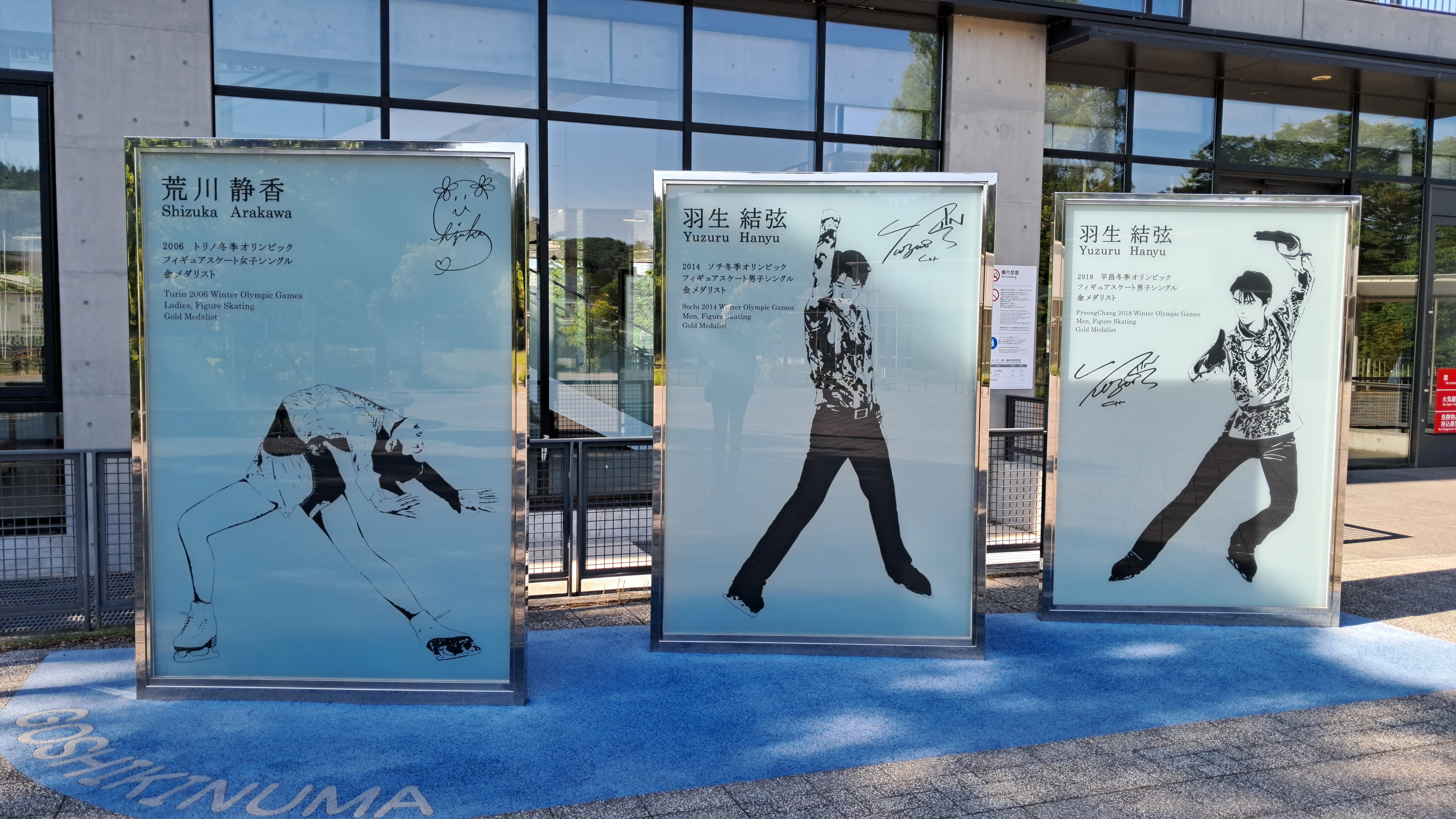
南1出口にある「フィギュアスケートモニュメント」

西1、北1、南1、東1の計4ヶ所。
西1出口
- 宮城県美術館
- 川内庭球場
- 仙台第二高等学校
- 東北大学 川内キャンパス
- 川内萩ホール
- 東北大学学術資源研究公開センター植物園
- 尚絅学院中学校・高等学校
- 宮城第一高等学校
- 聖ドミニコ学院中学校・高等学校
- 澱橋

北1出口
- せんだい青葉山交流広場
- 桜の小径
- 仲の瀬橋

南1出口（展示棟口）
- 仙台国際センター
- 仙台市博物館
- 仙台城跡
  - 大手門脇櫓
  - 五色沼
  - 伊達政宗騎馬像
- 青葉山公園
  - 仙臺緑彩館
  - 伊達政宗胸像
  - 残月亭
- 青葉山公園庭球場
- 西公園
- 大橋

東1出口（広瀬川口）
- 仙台国際センター
- 広瀬川仲ノ瀬緑地運動広場
- 桜の小径
- 仲の瀬橋

## 利用状況
| 乗車人員推移 | 乗車人員推移     |
| 年度         | 一日平均乗車人員 |
| ------------ | ---------------- |
| 2015         | 2,533            |
| 2016         | 3,001            |
| 2017         | 3,389            |
| 2018         | 3,504            |
| 2019         | 3,579            |
| 2020         | 1,989            |
| 2021         | 2,414            |
| 2022         | 3,014            |
| 2023         | 3,657            |

- 2023年度（令和5年度）
  - 1日平均乗車人数：3,657人[12]

一日平均乗車人員（単位：人/日）

### 備考
- 開業時の一日平均乗車人員は1,389人を見込んでいた。

## 駅周辺
- 仙台国際センター会議棟・展示棟
- 広瀬川
- 青葉山公園
  - 仙台市博物館
  - 仙台城
  - 仙臺緑彩館
- 宮城県美術館
- 東北大学川内キャンパス
  - 東北大学百周年記念会館（川内萩ホール）
- 宮城県仙台第二高等学校
- 宮城県宮城第一高等学校
- 尚絅学院中学校・高等学校
- 聖ドミニコ学院中学校・高等学校
- 赤門自動車整備大学校

### バス停留所
- るーぷる仙台専用のりば
  - 国際センター駅・宮城県美術館前
  - 博物館・国際センター前
- 路線バスについては、西出入口から北へ約300メートルのところに二高・宮城県美術館前停留所（仙台市営バス）がある。

## 駅名について
仮称「国際センター駅」。駅名の事前公募では、仙台城・青葉城を駅名にする意見や広瀬川を入れる意見が挙がった。駅名検討委員会によって、駅名は仮称どおりとし、副駅名として歴史的な名称をつける案が提示され、採用された。

## 隣の駅
仙台市地下鉄
■東西線
川内駅 (T03) - 国際センター駅 (T04) - 大町西公園駅 (T05)